# Psohlavec (časopis)
Psohlavec byl český spolkový časopis pro mládež. Byl to první skautský časopis, který začal vydávat Jan Hořejší počátkem roku 1914 pro Skautský odbor Psohlavci, který fungoval pod ženským humanitárním spolkem Záchrana. Rozmnožován byl hektograficky.

## Obsah
Jeho hlavním cílem bylo předávat aktuální informace spolkové mládeži i veřejnosti, vzdělávat ji a sloužit k osvětě. Ve všech ročnících bylo z finančních důvodů vydáno jen několik čísel. V roce 1914 se podařilo Janu Hořejšímu vydat v dubnu první číslo obsahující články členů Psohlavců ze skautského života. Před začátkem první světové války bylo vydáno zářijové propagační číslo pro širokou veřejnost. Druhý ročník začali vydávat vůdci Pražské jednoty Psohlavců až počátkem roku 1918. Podařilo se vytisknout také šest čísel, která mapovala dění v celé Obci Psohlavců a obsahovala také překlady zahraničních článků. 
V roce 1919 časopis Psohlavec nahradil časopis Děti svobody, s podtitulem List věnovaný junácké výchově mládeže, který vydával Bořivoj Müller a Miloš Seifert. Časopis měl profesionální úroveň a byl vytištěn tiskárnou Josef Šefl (dříve St. Šellenberg) v Berouně. Vyšlo však pouze 5 čísel, neboť Psohlavci poté nakrátko vstoupili do Svazu skautů a jejich oficiálním spolkovým časopisem se stal Junák.
Roku 1920 bylo obnoveno vydávání časopisu Psohlavec náčelníkem Pražské Jednoty Karlem Bukovanským. Obsah jednotlivých časopisů se opět zabýval mapováním činnosti a vzdělávacím článkům pro mládež. Existence časopisu se uzavřela posledním ročníkem v roce 1922, který vydal Norbert Pokorný ml. Poté část Psohlavců opět vstoupila do Svazu skautů a ostatní pod vedením Miloše Seiferta založili Zálesáckou Ligu Československou - Československou Obec Junáckou Psohlavců a Horních Chlapců. Novým spolkovým časopisem se stal časopis Vatra. 